# Miami Open 1987
Il Miami Open 1987, ufficialmente Lipton International Players Championships 1987 per motivi di sponsorizzazione, è stato un torneo di tennis giocato su campi in cemento.
È stata la 3ª edizione del Miami Open, facente parte del Nabisco Grand Prix 1987 e Virginia Slims World Championship Series 1987.
Sia il torneo maschile che quello femminile si sono giocati al Tennis Center at Crandon Park di Key Biscayne in Florida, dal 23 febbraio al 9 marzo 1987.

## Campioni

### Singolare maschile
Miloslav Mečíř ha battuto in finale  Ivan Lendl con il punteggio di 7–5, 6–2, 7–5.

### Singolare femminile
Steffi Graf ha battuto in finale  Chris Evert-Lloyd con il punteggio di 6–1, 6–2.

### Doppio maschile
Paul Annacone /  Christo van Rensburg hanno battuto in finale  Ken Flach /  Robert Seguso con il punteggio di 6–2, 6–4, 6–4.

### Doppio femminile
Martina Navrátilová /  Pam Shriver hanno battuto in finale  Claudia Kohde Kilsch /  Helena Suková con il punteggio di 6–3, 7–6(6).